# Pilea cordifolia
Pilea cordifolia là loài thực vật có hoa trong họ Tầm ma. Loài này được Hook. f. miêu tả khoa học đầu tiên năm 1888.